# Arquebisbat d'Avinyó

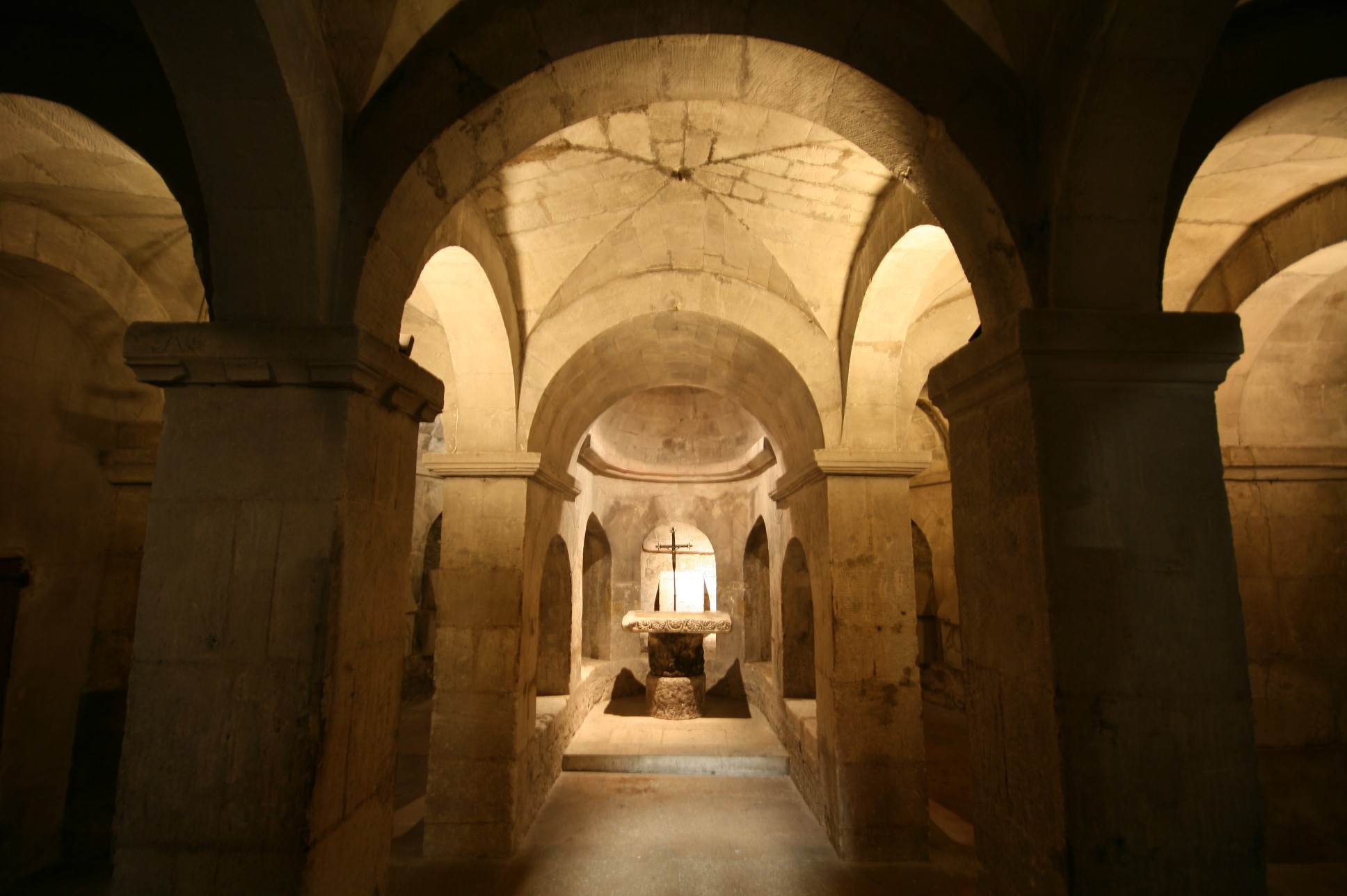
La cripta de l'ex catedral de Santa Anna a Apt.

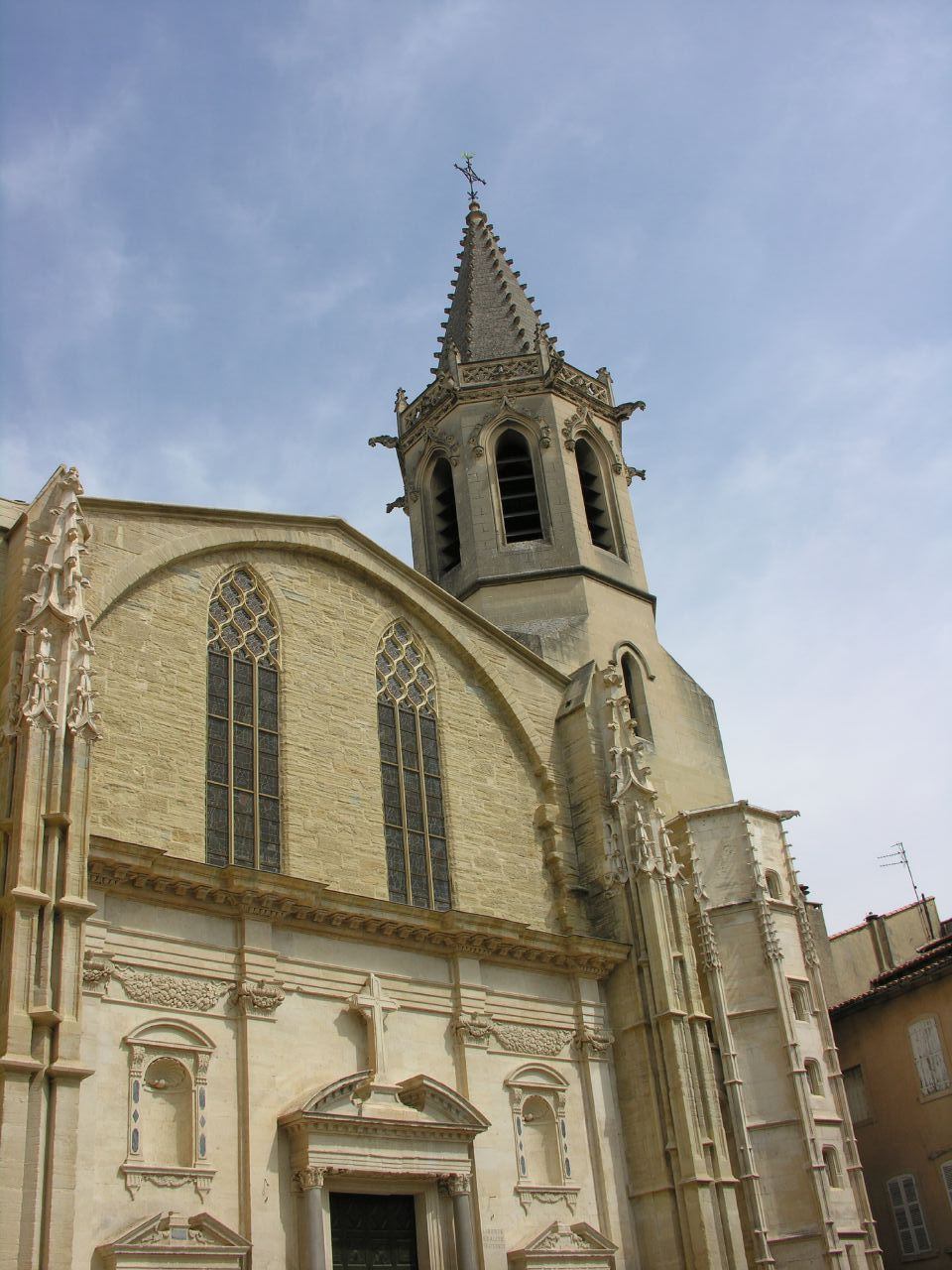
L'ex catedral de Sant Zefirino a Carpentras.

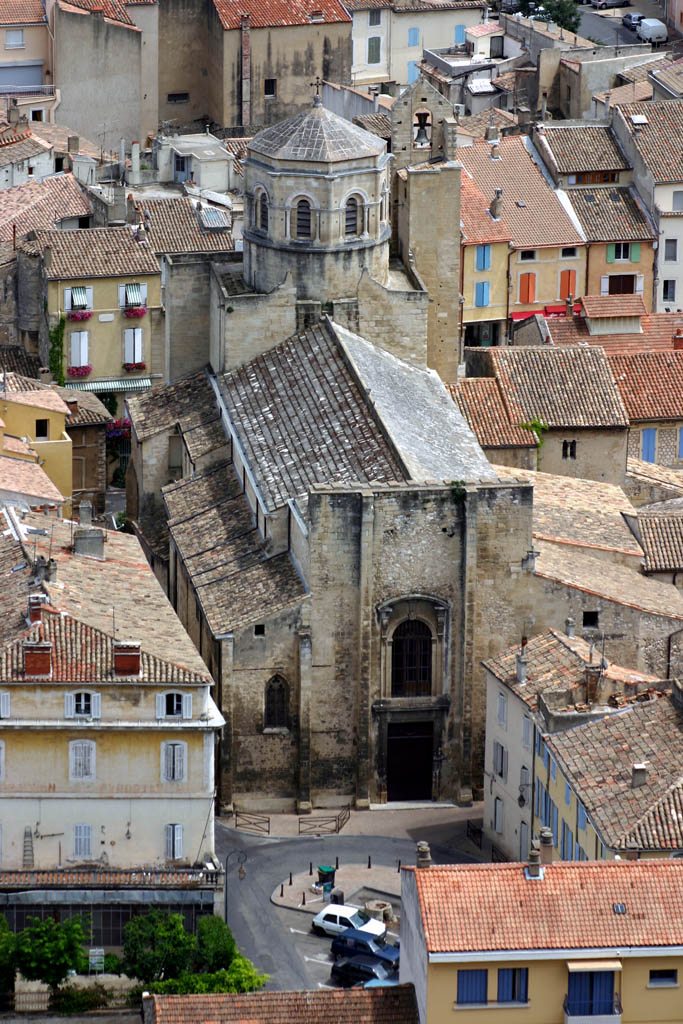
L'ex catedral de Santa Maria a Cavaillon.

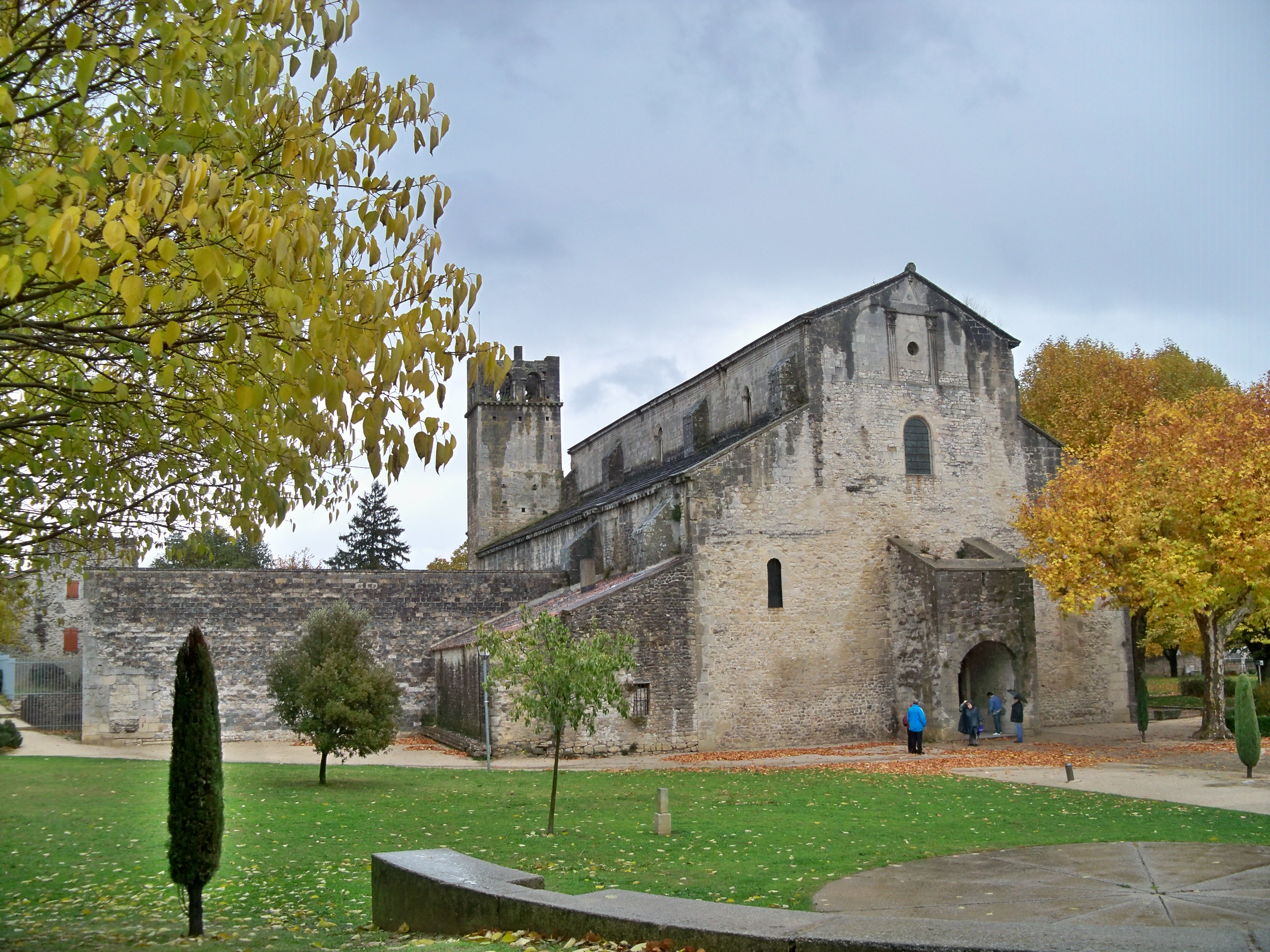
L'ex catedral de Santa Maria de Nazareth a Vaison-la-Romaine.

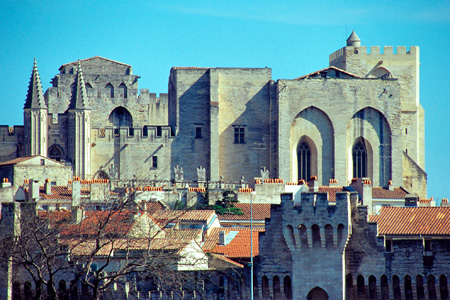
El palau dels Papes d'Avinyó, palau dels bisbes avinyonesos fins al.

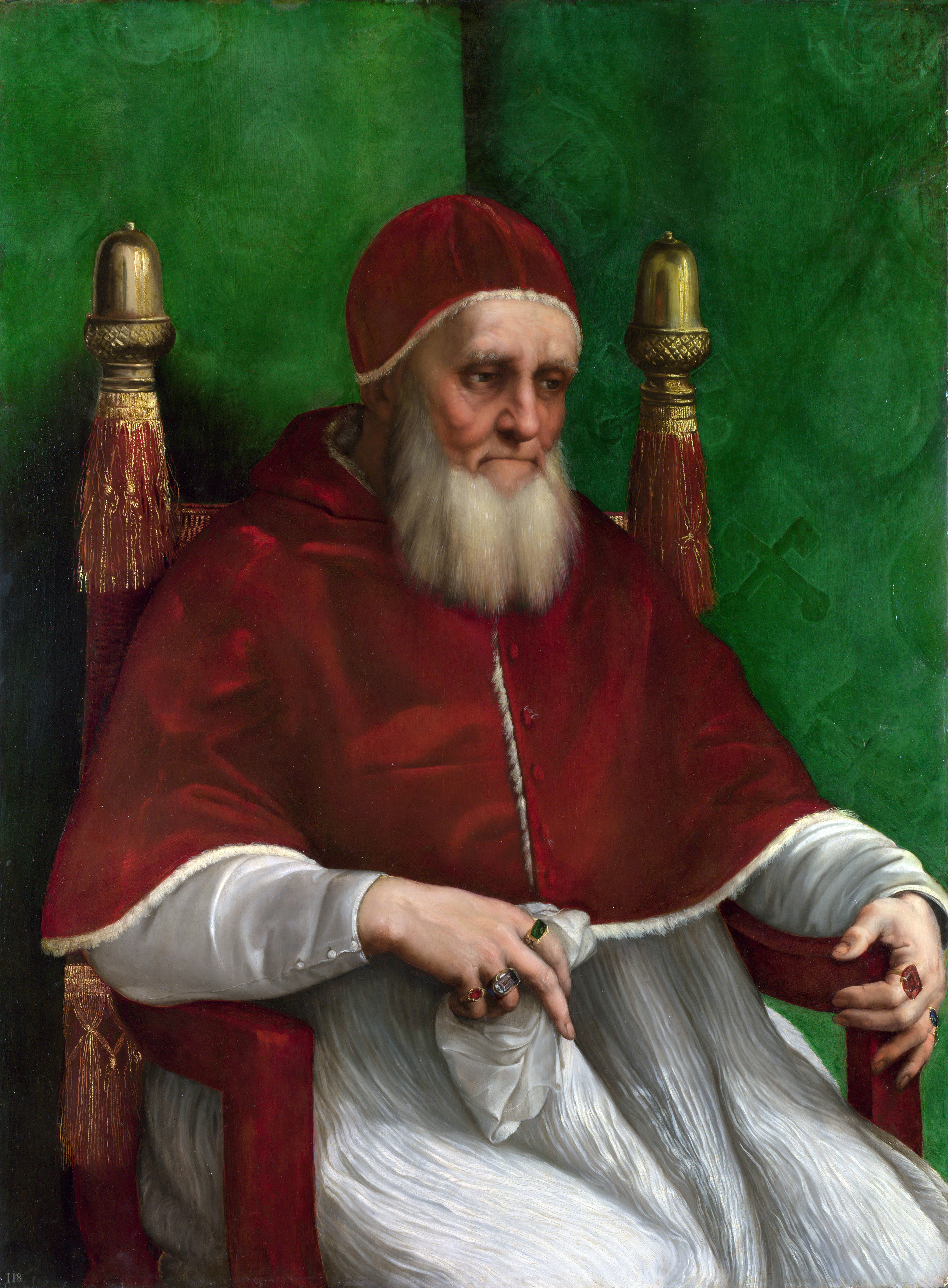
El Papa Juli II, retrat d Raffaello. Va ser arquebisbe d'Avinyó fins a l'elecció al soli pontifici.

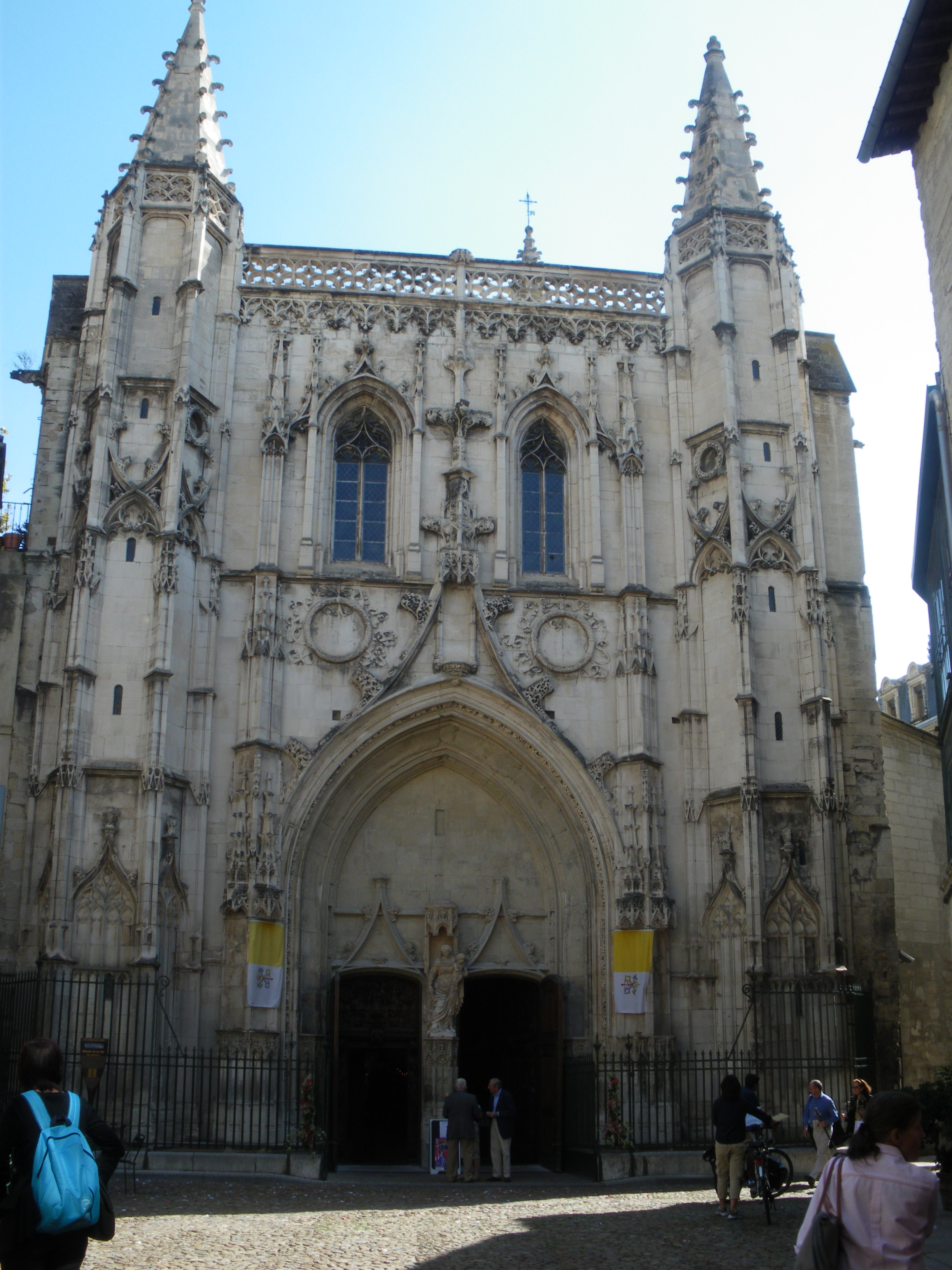
La basílic menor de San Pere a Avinyó.

El arquebisbat d'Avinyó (francès: Archidiocèse d'Avignon, llatí: Archidioecesis Avenionensis) és una seu de l'Església Catòlica a França, sufragània de l'arquebisbat de Marsella. Al 2015 tenia 448.000 batejats sobre una població de 558.861 habitants. Actualment està regida per l'arquebisbe François Fonlupt.

## Territori
La diòcesi comprèn part el departament francès de la Vaucluse, a la regió de Provença – Alps – Costa Blava.
La seu episcopal és la ciutat d'Avinyó, on es troba la catedral de Notre-Dame des Doms.
A la diòcesi hi ha sis esglésies que han estat catedrals: Sant'Anna a Apt, San Zefirino a Carpentras, Santa Maria a Cavalhon, Santa Maria a Aurenja, i San Quinidio i Santa Maria de Natzaret a Vaison-la-Romaine.
A la ciutat episcopal es troba també la basílica menor de Sant Pere.
El territori s'estén sobre 3.578 km², i està dividit en 176 parròquies, agrupades en 8 vicariats. Apt, Avinyó, Grande Avinyó, Carpentras, Cavaillon-L'Isle-sur-la-Sorgue, Orange-Bollène, Pertús i Vaison-la-Romaine-Valréas.

## Història
La tradició atribueix la propagació del cristianisme a Avinyó a sant Ruf, que era el fill de Simó de Cirene, que va ajudar a Jesús a portar la creu al Gòlgota, i va ser enviat a la Gàl·lia per sant Pau, de qui era deixeble.
L'origen de la diòcesi és incert, testimoniat amb certesa al segle v. El papa Lleó I el 450 va assignar Avinyó a la província eclesiàstica de l'arxidiòcesi d'Arle, restant-la de la de Vienne. El primer bisbe documentat és Nectarius, que va participar en el concili de Riez del 439. A la segona meitat del segle vii la tradició situa l'episcopat de sant Agrícola, el patró d'Avinyó.
Entre els segles vii i ix, la diòcesi va experimentar un període de declivi a causa de l'ocupació sarraïna, que va acabar amb el domini dels reis de Provença, el que va afavorir la creació de capítols i monestirs.
Ja a finals del segle xi, era un lloc d'importància primordial, tant que el Papa Urbà II la visità dues vegades. Al segle següent van seguir les visites dels papes Gelasi II i Innocenci II i de nou en 1251 pel Papa Innocenci IV. El segle xii està dominat per la figura del gran bisbe Geoffroy I, organitzador de la ciutat i de la ciutat d'Avinyó, que va obtenir el 1155 pel Papa Adrià IV, i en 1157 per l'emperador Frederic I, la confirmació de les vastes possessions de la seva Església.
Al segle xiii, la diòcesi va veure la propagació de l'heretgia dels albigesos i un bon oponent en la persona del bisbe, originari de Bolonya, Zoen Tencarari, que van afirmar en particular, els ordes religiosos mendicants es van establir en la diòcesi.
El segle XIV es va iniciar amb la fundació de la universitat pel bisbe de Bertrand d'Aimini, durant l'episcopat del qual els papes van establir la seva residència a Avinyó (1309-1376). Si bé aquesta és la raó per la ciutat es va fer famosa, la diòcesi d'Avinyó sovint es confià al govern dels vicaris generals, els quals administraven en nom dels papes, els quals es reservaven per a sí el títol de bisbe.
El 21 de desembre de 1475, va ser elevada al rang d'arxidiòcesi metropolitana, amb les seus de bisbat de Carpentras, Cavaillon i Vaison com a sufragànies.
El segle XVI preocupà la violència que acompanyà la Reforma Protestant. Tot i la matança de valdesos a les muntanyes de Luberon de 1545 el bisbe d'Apt, passà al protestantisme i el Príncep d' Nassau va arribar a prohibir el culte catòlic al principat d'Orange. Avinyó, d'altra banda, va guanyar l'heretgia i l'arquebisbe François-Marie Taruzio va atendre amb zel per a l'aplicació dels cànons del Concili de Trento.
El període de la Contrarreforma va introduir a la diòcesi nous ordes religiosos: jesuïtes, felipons, carmelites descalços, saleses i ursulines. Gràcies també a aquests religiosos, el jansenisme no va funcionar bé i no es va establir a l'arxidiòcesi. A principis dels segles xvii i xviii es van establir tres nous seminaris a Avinyó, en generós compliment de les disposicions tridentines.
Al segle xviii, l'arxidiòcesia comprenia més de 50 parròquies, de les quals 13 es trobaven més enllà del Ròdan, al Languedoc, 25 sobre el Durance a Provença, 7 a la ciutat d'Avinyó i la resta al comtat Venaissí.
En l'època revolucionària s'imposà un vicari capítol reemplaçant l'arquebisbe Giovanni Carlo Vincenzo Jovius, tant és així que el papa Pius VI va protestar mitjançant l'encíclica Adeo Nota de 23 d'abril de 1791. No obstant això, la Constitució civil del clergat no va tenir èxit i els sacerdots que van jurar lleialtat van ser una petita minoria, mentre que la gran majoria, tot i el perill, va seguir exercint el ministeri sacerdotal en secret. Quatre sacerdots d'Avinyó van ser executats a París el 1792 i trenta-dues religioses van ser guillotinades a Orange el 1794. Van ser beatificades pel papa Pius XI.
Després del concordat amb la butlla Qui Christi Domini del Papa Pius VII del 29 de novembre de 1801, l'arxidiòcesi es va ampliar mitjançant la incorporació del territori de nombroses diòcesis suprimides: Alès (en part), Apt (en gran part), Carpentras, Cavaillon, Nîmes, Orange, Saint-Paul-Trois-Châteaux (en part), Sisteron (en una part molt petita), Usès i Vaison. A més, va incorporar algunes parròquies que anteriorment pertanyien a la diòcesi de Gap. No obstant això, al mateix temps va perdre el rang d'arxidiòcesi i es va convertir en sufragània de l'arxidiòcesi d'Ais. El nou territori diocesà incloïa els dos departaments de Vaucluse i Gard.
Al juny de 1817 s'estipulà un nou concordat entre la Santa Seu i el Govern francès, que va ser seguit el 27 de juliol de la butlla Commissa divinitus, amb la qual el Papa estava restaurant la seu metropolitana de Avinyó, amb Orange única diòcesi sufragània. No obstant això, atès que l'acord no va entrar en vigor, ja que no va ser ratificat pel Parlament de París, aquestes decisions no van tenir efecte.
El 6 d'octubre de 1822 amb la butlla Caritatis paternae el mateix Papa Pius VII va restablir la diòcesi de Nimes, amb territori desmembrat de la diòcesi d'Avinyó, i al mateix temps l'elevà de nou al rang metropolità, amb les diòcesis de Valence, Viviers, Nîmes i Montpeller com a sufragànies.
El 8 de desembre de 2002, amb la reorganització dels límits diocesans francesos, Avinyó va perdre el rang de seu metropolitana, tot i que conservava el títol d'arquebisbal, i es va convertir en part de la província eclesiàstica de Marsella.

## Cronologia episcopal
La cronologia dels bisbes avinyonesos dels primers segles està molt influenciada pel descobriment d'un manuscrit, atribuït a Jean Savaron i anterior al segle xvi, redactat pel cartoixà Policap de la Rivera, abat de Bompas, i publicat a inicis del segle xvii, manuscrit que cap altre historiador posterior mai no ha pogut consultar en restar introbable. Això ha suscitat grans sospites que el manuscrit de Savaron pogués ser fals i que els 25 bisbes que aquest menciona abans de Sadurní siguin tots falsos.

### Bisbes d'Avinyó
- Nettario † (abans de 439 - després de 451)
- Saturnino † (citat el 465)
- Giuliano † (citat el 506)[3]
- Salutare † (citat el 517)
- Eucherio? †[4]
- Antonino † (abans de 541 - després de 554)[5]
- Giovanni † (citat el 585)
- Valente † (citat el 586)[6]
- Sant Massimo † (citat el 618)[7]
- Sant Magno †
- Sant Agrícola † (vers finals del segle vii)
- Sant Veredemio †[8]
- Umberto ? † (citat el 795)[9]
- Ragenuzio † (citat el 855)[10]
- Ilduino † (abans del 860 - després de 876)
- Ratfredo † (citat el 878 - després de 879)
- Remigio † (abans de 907 - després de 910)
- Fulcherio † (abans de 913 - després de 916)
- Landerico † (abans de 968 - després de 971)
- Guarnerio † (abans de 979 - després de 982)
- Rostaing I † (abans de 1002)
- Pierre I † (citat el 1002)
- Heldebert † (abans de 1006 - 1033)
- Senioret † (1033 - 1036)
- Benoît I † (1037 - després de 1047)
- Rostaing II † (abans de 1050 - després de 1073)
  - Gibelin di Arles † (citat el 1094) (administrador apostòlic)
- Albert † (1095 - després de 1120)
- Laugier † (abans de 1124 - 1142)
- Geoffroy I † (1143 - després de 1168)
- Raymond I † (1173 - 1174)
- Geoffroy II † (1173 - 1177)
- Pons † (1178 - 1180)
- Rostaing III de Marguerite † (1180 - 1197)
- Rostaing IV † (1197 - 1209 mort)
- Guillaume I de Montelier † (1209 - 18 de novembre de vers 1216 mort)
  - Sede vacante
- Pierre II † (citat el 1225)
- Nicolas de Corbie, O.S.B. † (abans de 1226 - després de 1230)
- Bernard I † (citat el 1233)
- Benoît II † (citat el 1238)
- Zoen Tencarari † (1242 - 5 de novembre de 1261 mort)
- Bertrand de Saint-Martin † (5 de març de 1264 - 11 d'octubre de 1266 nomenat arquebisbe de Arle)
- Robert d'Uzès † (27 de juliol de 1267 - vers 1287 mort)
- Benoît III † (citat el 1288)
- Rimbaud, O.P. † (28 de gener de 1289 - 1289/1290 renuncià)
- André de Languiscel † (15 de març de 1290 - després de 1294)
- Bertrand III Aymini † (1300 - 18 de març de 1310 nomenat bisbe de Fréjus)
- Jacques Arnaud Duèze † (18 de març de 1310 - 23 de desembre de 1312 renuncià, posteriorment elegit papa amb el nom de Joan XXII)
- Giacomo de Via † (20 de febrer de 1313 - 13 de juny de 1317 mort)
- Papa Joan XXII † (1317 - 4 de desembre de 1334 mort)
- Jean II de Cojordan † (10 de maig de 1336 - 23 de gener de 1349 nomenat bisbe de Mirepoix)
- Papa Climent VI † (1349 - 6 de desembre de 1352 mort)
- Papa Innocenci VI † (18 de desembre de 1352 - 12 de setembre de 1362 mort)
- Anglic de Grimoard, C.R.S.A. † (12 de desembre de 1362 - 18 de setembre de 1366 renuncià)
- Papa Urbà V † (1366 - 1367)
- Philippe de Cabassole † (1367 - 1368)
- Pierre d'Aigrefeuille † (11 d'octubre de 1368 - 16 de juny de 1371 mort)
- Faydit d'Aigrefeuille † (18 de juliol de 1371 - 23 de desembre de 1383 renuncià)
  - François de Conzié † (24 de desembre de 1383 - ?) (administrador apostòlic)
  - Simon de Cramaud † (17 de març de 1391 - 19 de setembre de 1391 nomenat administrador apostòlic de Carcassonna) (administrador apostòlic)
- Gilles de Bellemère † (19 d'agost de 1392 - 1407 mort)
  - Pierre de Tourroye † (16 de setembre de 1409 - 9 de desembre de 1410 mort) (administrador apostòlic)
- Guy de Roussillon-Bouchage, O.S.B. † (23 de març de 1411 - abans de 20 d'abril de 1429)
- Marco Condulmer † (9 de gener de 1432 - 4 de novembre de 1433 nomenat bisbe de Tarantasia)
  - Louis de la Palud, O.S.B. (4 de novembre de 1433 - 1435 ?) (bisbe electe)
- Alain de Coëtivy † (30 d'octubre de 1437 - 3 de maig de 1474 mort)
- Giuliano della Rovere † (23 de maig de 1474 - 21 de novembre de 1475)

### Arquebisbes d'Avinyó
- Giuliano della Rovere † (21 de novembre de 1475 - 1 de novembre de 1503 elegit papa amb el nom de Juli II)
  - Georges d'Amboise † (4 de novembre de 1503 - 1503 renuncià) (administrador apostòlic)
- Antoine Florès † (4 de desembre de 1503 - 1512)
- Orlando Carretto della Rovere † (12 d'agost de 1512 - ?)
- Hipòlit de Mèdici † (1527 o 10 de gener de 1529 - 10 o 13 d'agost de 1535 mort)
  - Alessandro Farnese † (13 d'agost de 1535 - 15 de juny de 1551 renuncià) (administrador apostòlic)
- Annibale Bozzuti † (15 de juny de 1551 - 1560 renuncià)
  - Alessandro Farnese † (1560 - 1566 renuncià) (administrador apostòlic per segona vegada)
- Feliciano Capitone, O.S.M. † (3 d'abril de 1566 - 1576 mort)
  - Georges d'Armagnac † (6 de gener de 1577 - 8 de juny de 1584 nomenat arquebisbe de Tolosa) (administrador apostòlic)
- Domenico Grimaldi † (8 de juny de 1584 - 1592 mort)
- Francesco Maria Tarugi, C.O. † (9 de desembre de 1592 - 15 de setembre de 1597 nomenat arquebisbe de Siena)
- Giovanni Francesco Bordini, C.O. † (11 de març de 1598 - 1609 mort)
- Etienne Dulci, O.P. † (6 d'abril de 1609 - 23 de juny de 1624 mort)
- Mario Filonardi † (16 de setembre de 1624 - 19 d'agost de 1644 mort)
- Bernardo Pinelli, C.R. † (19 de desembre de 1644 - 18 de gener de 1646 mort)
- Cesare Argelli † (6 de maig de 1647 - 30 de juliol de 1648 mort)
- Domenico de Marini, O.P. † (1 de març de 1649 - 20 de juny de 1669 mort)
- Azzo Ariosto † (9 de setembre de 1669 - 17 de novembre de 1672 mort)
- Giacinto Libelli, O.P. † (30 de gener de 1673 - 23 d'octubre de 1684 mort)
- Alessandro Montecatini, O.Carth. † (13 de maig de 1686 - 6 d'octubre de 1689 mort)
- Lorenzo Maria Fieschi † (10 de juliol de 1690 - 18 de maig de 1705 nomenat arquebisbe de Gènova)
- François Maurice Gonteri † (7 de setembre de 1705 - de maig de 1742 mort)
- Joseph Guyon de Crochans † (30 de juliol de 1742 - 22 de setembre de 1756 mort)
- Francesco Maria Manzi † (28 de març de 1757 - 6 de novembre de 1774 mort)
- Giovanni Carlo Vincenzo Giovio † (11 de setembre de 1775 - 11 d'octubre de 1793 mort)
  - Sede vacante (1793-1802)
- Jean-François Périer † (30 d'abril de 1802 - 27 de setembre de 1817 renuncià)
  - Sede vacante (1817-1821)
- Etienne Parfait Martin Maurel de Mons † (24 de setembre de 1821 - 6 d'octubre de 1830 mort)
- Louis Joseph d'Humières † (24 de febrer de 1832 - 21 de setembre de 1834 mort)
- Jacques-Marie-Antoine-Célestin du Pont † (24 de juliol de 1835 - 24 de gener de 1842 nomenat arquebisbe de Bourges)
- Paul Naudo † (22 de juliol de 1842 - 23 d'abril de 1848 mort)
- Jean-Marie-Mathias Debelay † (11 de desembre de 1848 - 27 de setembre de 1863 mort)
- Louis-Anne Dubreil † (21 de desembre de 1863 - 13 de gener de 1880 mort)
- François-Edouard Hasley † (27 de febrer de 1880 - 27 de març de 1885 nomenat arquebisbe de Cambrai)
- Louis-Joseph-Marie-Ange Vigne † (27 de març de 1885 - 9 de novembre de 1895 mort)
- Louis-François Sueur † (25 de juny de 1896 - 12 de setembre de 1907 renuncià)
- Gaspard-Marie-Michel-André Latty † (15 d'octubre de 1907 - 3 d'octubre de 1928 mort)
- Gabriel-Roch de Llobet † (3 d'octubre de 1928 - 22 d'abril de 1957 mort)
- Joseph-Martin Urtasun † (22 d'abril de 1957 - 25 de juny de 1970 jubilat)
- Eugène-Jean-Marie Polge † (25 de juny de 1970 - 25 d'abril de 1978 renuncià)
- Raymond Joseph Louis Bouchex † (25 d'abril de 1978 - 21 de juny de 2002 jubilat)
- Jean-Pierre Marie Cattenoz, Ist. N.S. della Vita, (21 de juny de 2002 -11 de gener de 2021 jubilat)
- François Fonlupt, des de l'11 de juny de 2021

## Estadístiques
A finals del 2015, la diòcesi tenia 448.000 batejats sobre una població de 558.861 persones, equivalent al 80,2% del total.
| any  | població | població | població | sacerdots | sacerdots       | sacerdots       | sacerdots             | diaques | religiosos | religiosos | parròquies |
| ---- | -------- | -------- | -------- | --------- | --------------- | --------------- | --------------------- | ------- | ---------- | ---------- | ---------- |
| any  | batejats | total    | %        | total     | clergat secular | clergat regular | batejats por sacerdot | diaques | homes      | dones      |            |
| 1950 | 200.000  | 249.838  | 80,1     | 209       | 159             | 50              | 956                   |         | 45         | 700        | 176        |
| 1959 | 262.000  | 268.318  | 97,6     | 221       | 179             | 42              | 1.185                 |         | 56         | 650        | 176        |
| 1970 | 340.000  | 353.966  | 96,1     | 231       | 174             | 57              | 1.471                 |         | 76         | 484        | 175        |
| 1980 | 334.000  | 395.400  | 84,5     | 227       | 176             | 51              | 1.471                 | 1       | 79         | 492        | 175        |
| 1990 | 406.000  | 463.700  | 87,6     | 241       | 148             | 93              | 1.684                 | 7       | 151        | 349        | 178        |
| 1999 | 350.000  | 475.819  | 73,6     | 172       | 125             | 47              | 2.034                 | 17      | 90         | 300        | 178        |
| 2000 | 350.000  | 500.138  | 70,0     | 166       | 122             | 44              | 2.108                 | 19      | 86         | 278        | 178        |
| 2001 | 350.000  | 498.523  | 70,2     | 162       | 120             | 42              | 2.160                 | 19      | 79         | 270        | 178        |
| 2002 | 350.000  | 498.523  | 70,2     | 164       | 122             | 42              | 2.134                 | 19      | 78         | 257        | 178        |
| 2003 | 350.000  | 498.523  | 70,2     | 164       | 122             | 42              | 2.134                 | 20      | 84         | 249        | 178        |
| 2004 | 350.000  | 498.523  | 70,2     | 182       | 120             | 62              | 1.923                 | 18      | 105        | 237        | 178        |
| 2006 | 350.500  | 500.000  | 70,1     | 186       | 124             | 62              | 1.884                 | 24      | 103        | 229        | 178        |
| 2012 | 405.100  | 554.000  | 73,1     | 186       | 123             | 63              | 2.177                 | 27      | 97         | 174        | 179        |
| 2015 | 448.000  | 558.861  | 80,2     | 145       | 100             | 45              | 3.089                 | 28      | 80         | 181        | 176        |